# Aphytis newtoni
Aphytis newtoni är en stekelart som först beskrevs av Girault 1913.  Aphytis newtoni ingår i släktet Aphytis och familjen växtlussteklar. Inga underarter finns listade i Catalogue of Life.